# 久津川車塚古墳
久津川車塚古墳（くつかわくるまづかこふん）は、京都府城陽市平川車塚にある古墳。形状は前方後円墳。久津川古墳群を構成する古墳の1つ。国の史跡に指定され（史跡「久津川古墳群」のうち）、出土鏡・長持形石棺は国の重要文化財に指定されている。
南山城地方では最大規模の古墳で、5世紀前半（古墳時代中期前半）頃の築造と推定される。現在ではJR奈良線が古墳域を縦断する。

## 概要
城陽市北部、木津川右岸の丘陵地に築造された大型前方後円墳である。丘陵一帯では、本古墳や丸塚古墳・芭蕉塚古墳の大型古墳3基を含む古墳100基以上からなる久津川古墳群の分布が知られる。調査は1894年（明治27年）の未盗掘石棺・副葬品の発見を契機とし、これまでに数次の発掘調査が実施されている。
墳形は前方後円形で、前方部を南方向に向ける。墳丘は3段築成。墳丘長は約180メートルを測り、久津川古墳群中では最大規模で、南山城地方でも最大規模になる。墳丘外表では葺石や、各段に埴輪列が認められている。くびれ部西側には造出を付す（くびれ部東側にはなし）。また墳丘周囲には2重の周濠が巡らされる。埋葬施設は、後円部中央で長持形石棺直葬1基、西側造出で組合式木棺直葬1基が確認されており、それぞれ副葬品が出土している。
築造時期は、古墳時代中期前半の5世紀前半頃と推定される。久津川古墳群中では丸塚古墳と同時期の築造で、次いで梶塚古墳が築造される。その規模・内容から、南山城地方を治めた大首長の墓と推測される。
古墳域は1979年（昭和54年）に国の史跡に指定され、出土鏡（泉屋博古館保管）・出土石棺（京都大学総合博物館保管）はそれぞれ1953年（昭和28年）・1991年（平成3年）に国の重要文化財に指定されている。

## 遺跡歴
- 1894年（明治27年）、奈良鉄道線（現在のJR奈良線）の敷設に際する後円部発掘。未盗掘状態の石棺・副葬品の発見[2]。
- 1915年（大正4年）、梅原末治による再調査（1920年に報告書『久津川古墳研究』の刊行）[2]。
- 1953年（昭和28年）11月14日、出土鏡が国の重要文化財に指定[6]。
- 1962年（昭和37年）、墳丘調査（同志社大学）[2]。
- 1972年（昭和47年）、墳丘調査（龍谷大学）[2]。
- 1975年（昭和50年）以降、数次の発掘調査（城陽市教育委員会）[2]。
- 1979年（昭和54年）1月19日、「久津川車塚・丸塚古墳」として国の史跡に指定[1]。
- 1991年（平成3年）6月21日、出土石棺が国の重要文化財に指定[2]。
- 2013年度（平成25年度）以降、史跡整備に向けた墳丘測量調査・発掘調査（城陽市教育委員会；継続中）[4]。
- 2016年（平成28年）10月3日、既指定の国の史跡「久津川車塚・丸塚古墳」に従来未指定であった古墳2基を追加指定して、史跡指定名称を「久津川古墳群」に変更[1][7][8]。

## 墳丘
墳丘の規模は次の通り。
- 古墳総長：約272メートル - 周濠を含めた全長。
- 墳丘長：約180メートル
- 造出 - くびれ部西側。
  - 長さ：南北約31メートル×東西約13メートル[4]
  - 高さ：3.1メートル[4]

墳丘くびれ部西側の造出は、全体が円筒埴輪列で囲繞され、その北半を土器・土製品による食物供献儀礼の場とし、南半を埋葬施設とする。造出における埋葬施設の存在は珍しい例として注目される。また造出外表では、大型の形象埴輪群（家形・囲形・靫形・蓋形埴輪）が出土している。
墳丘周囲には2重の周濠が巡らされており、周濠外側の外堤は幅8メートル以上を測る。この外堤上には2重の埴輪列が巡らされている。また、後円部西側の周濠内では渡土堤（渡り土手）が認められている。

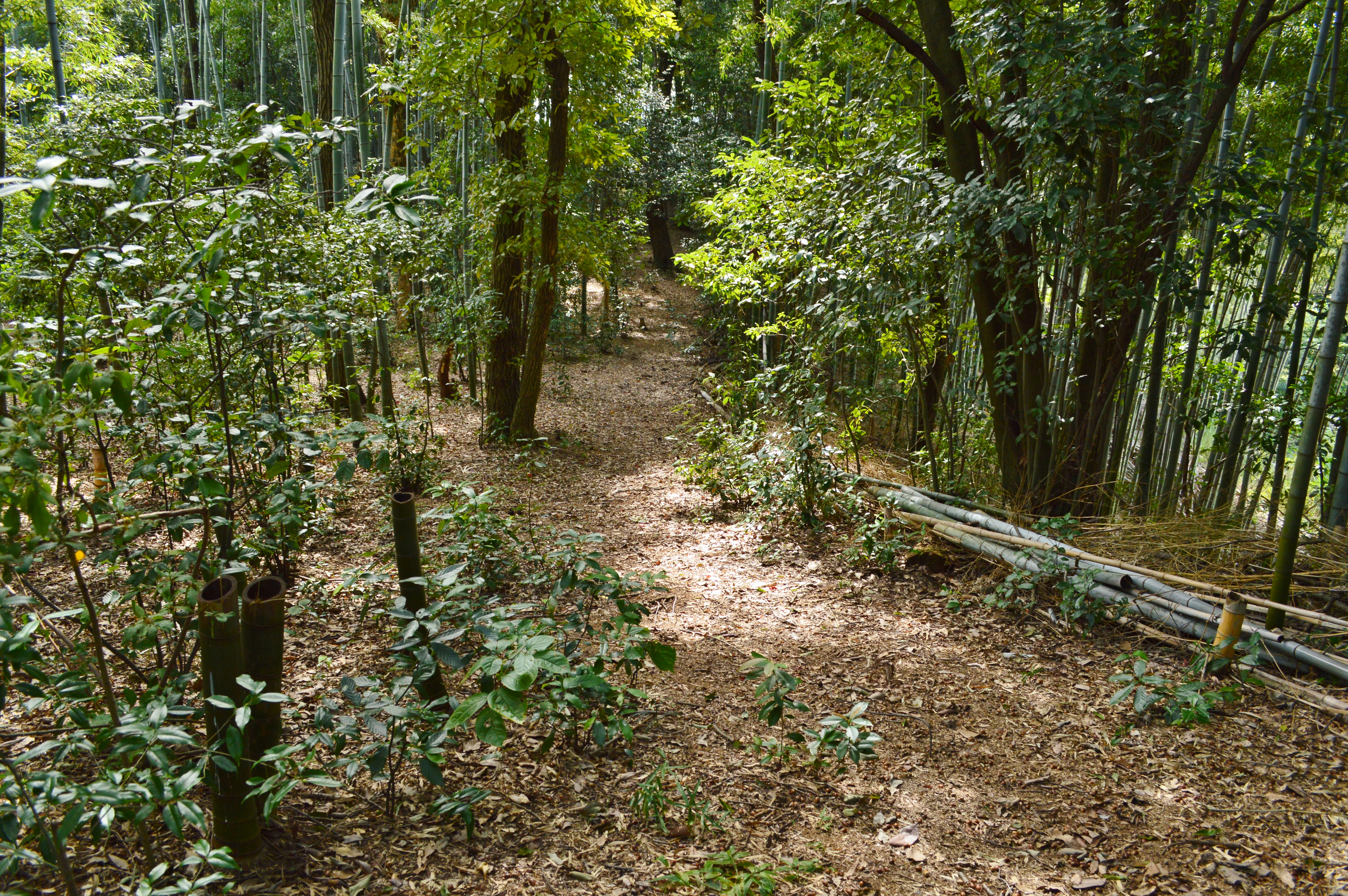
後円部から前方部を望む
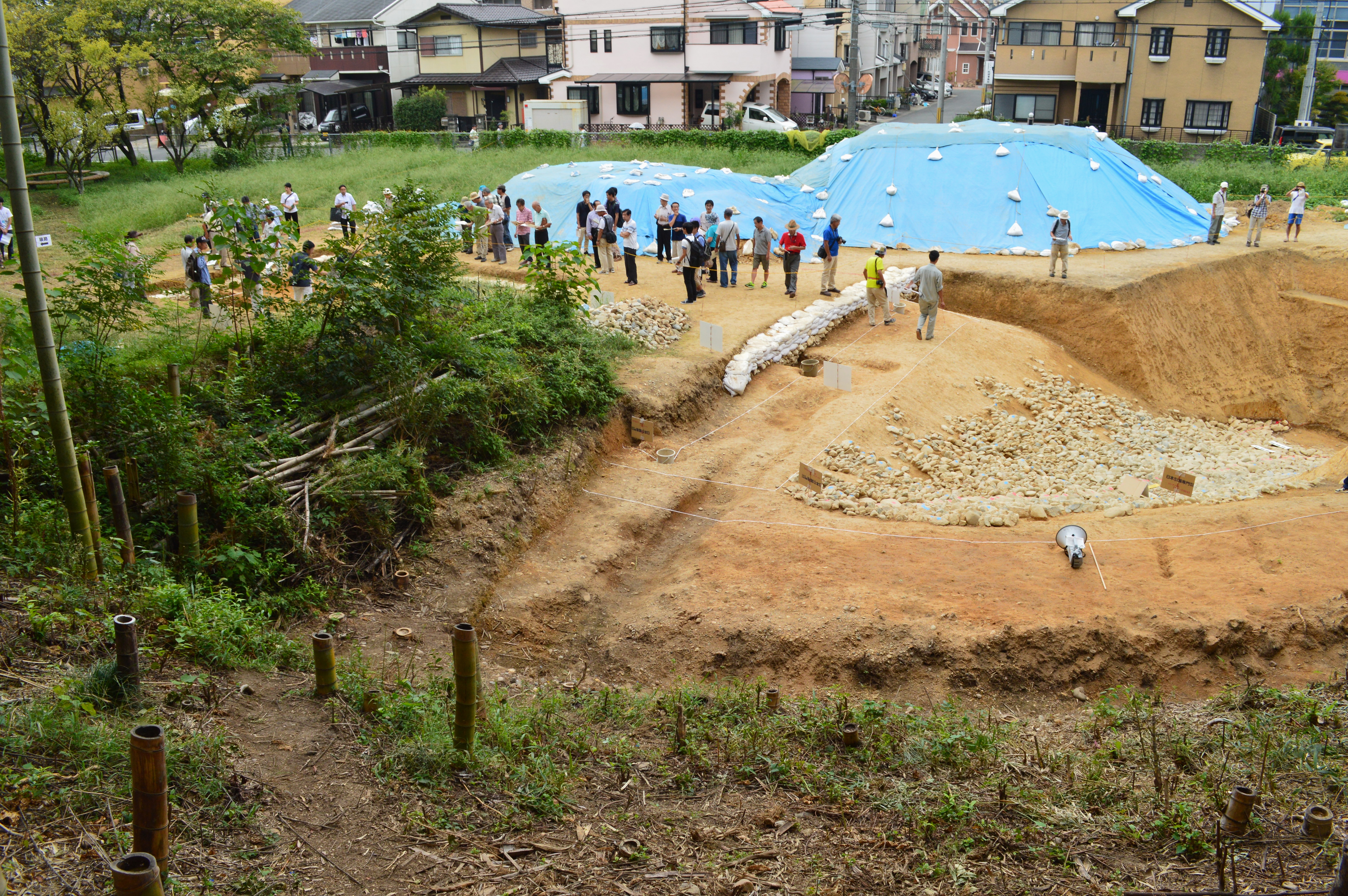
西側 造出 2016年度の発掘調査時。
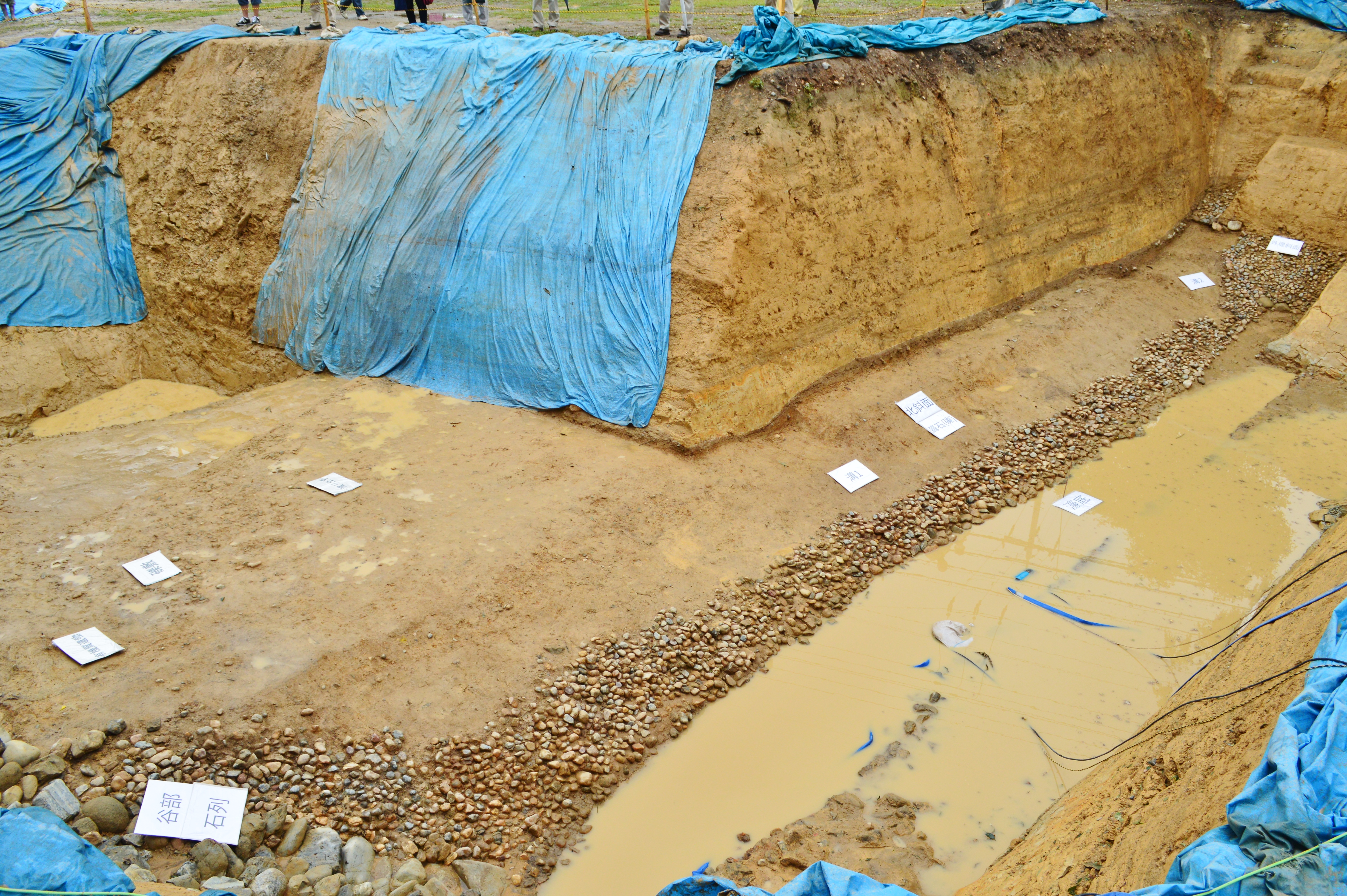
西側 後円部（左下）に接続する渡土堤 2018年度の発掘調査時。
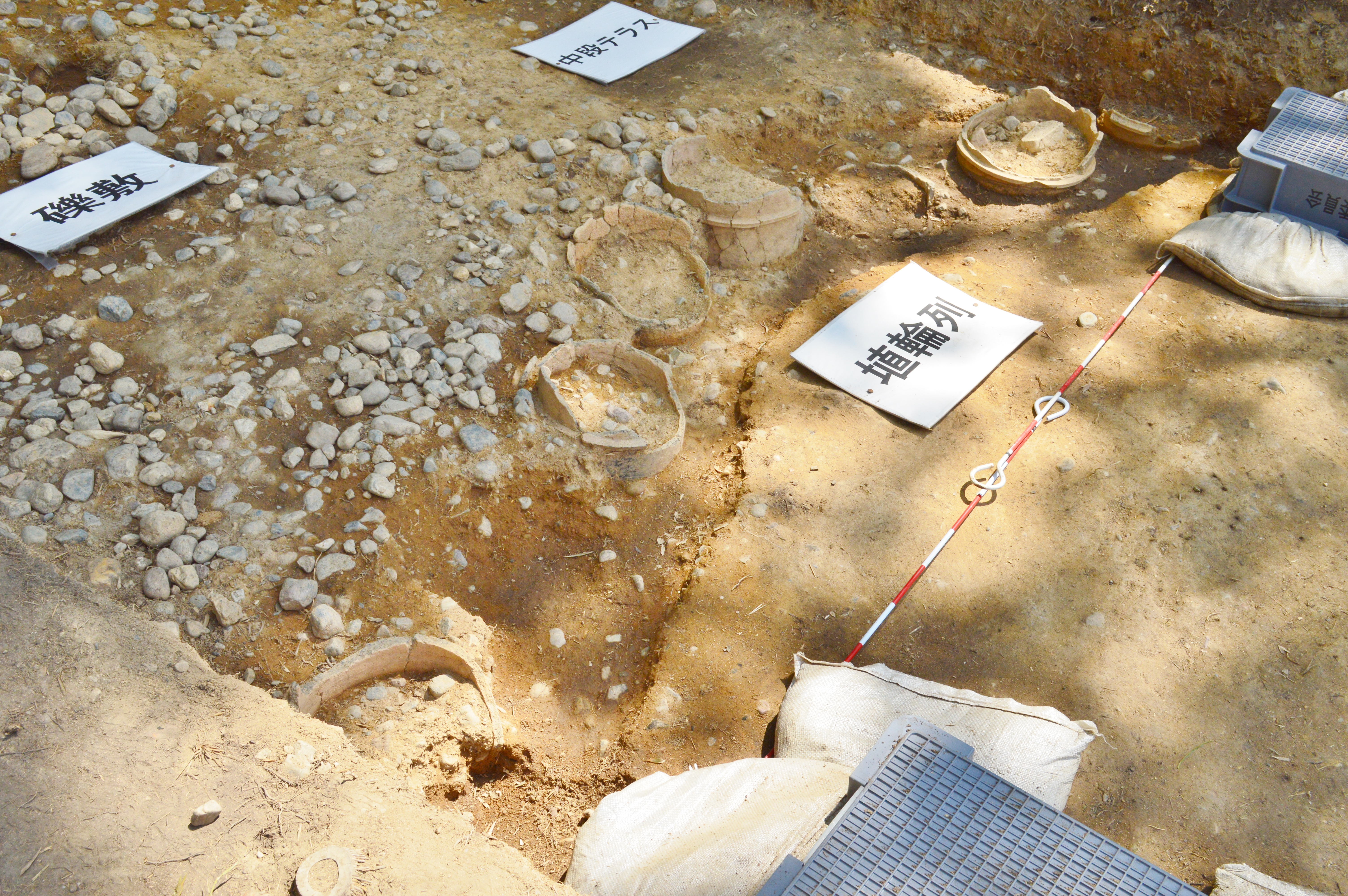
西側 円筒埴輪列 2017年度の発掘調査時。
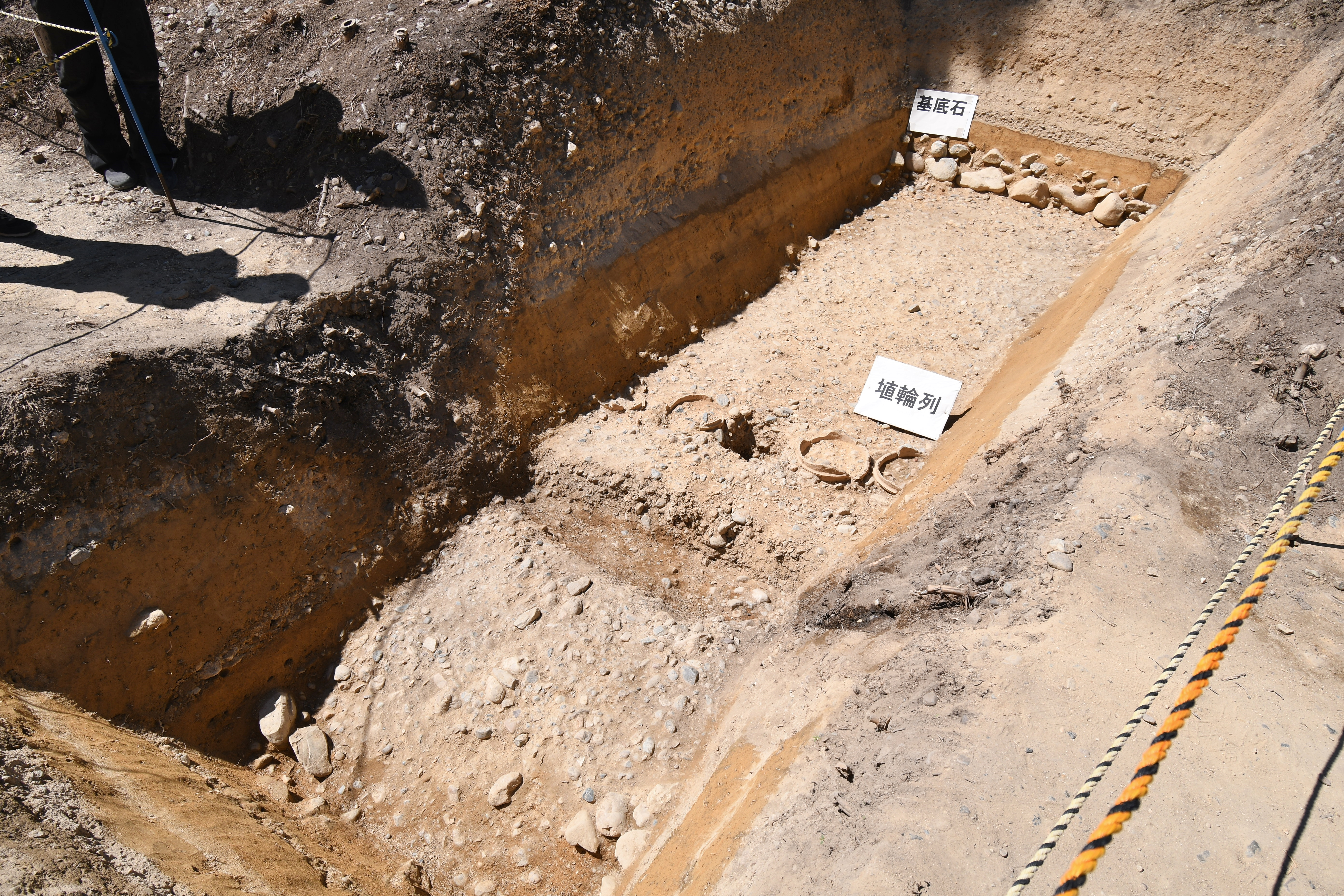
東側 後円部 墳丘下段テラスの 2023年度の発掘調査時。
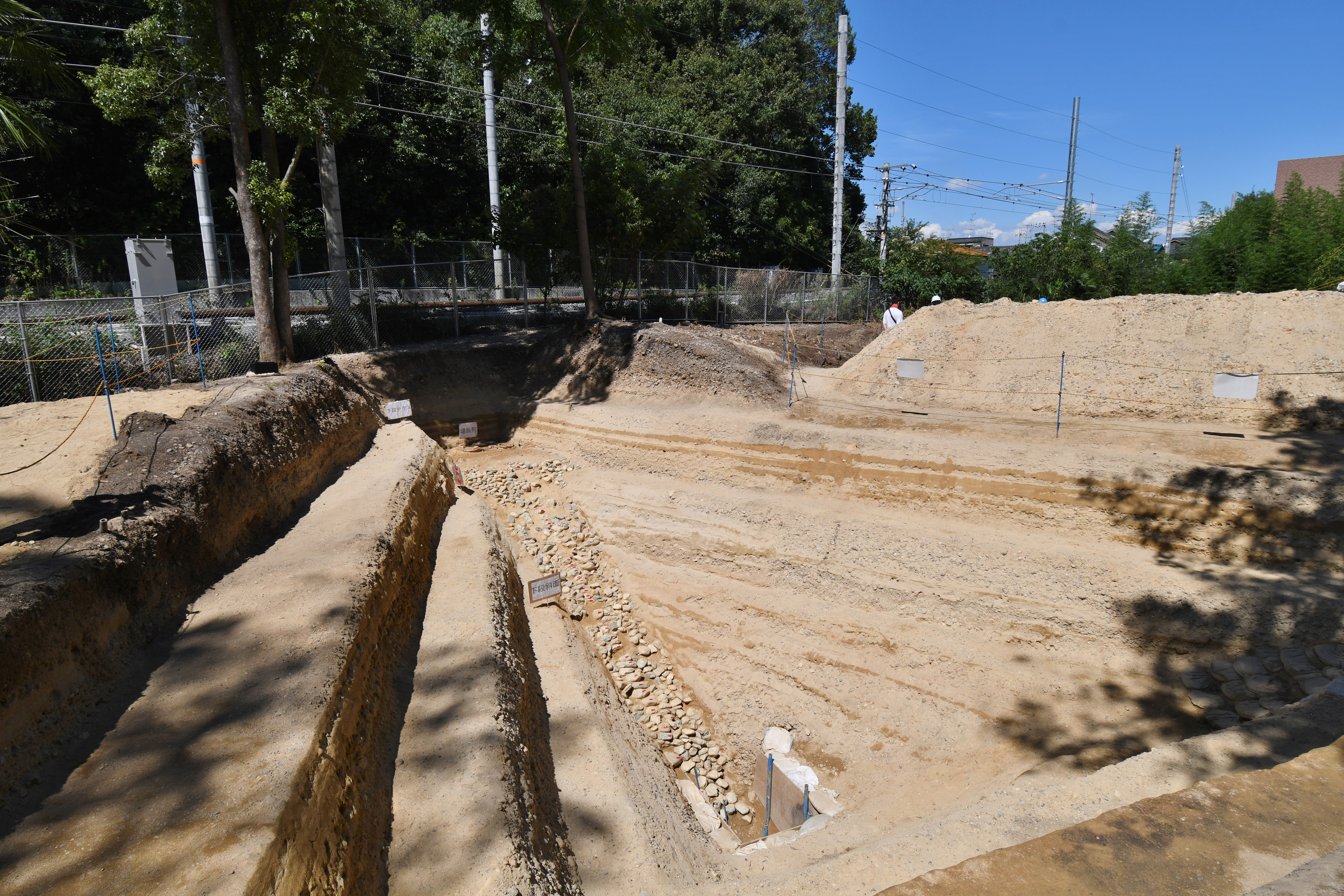
東側 くびれ部 墳丘下段斜面 2023年度の発掘調査時。

## 埋葬施設

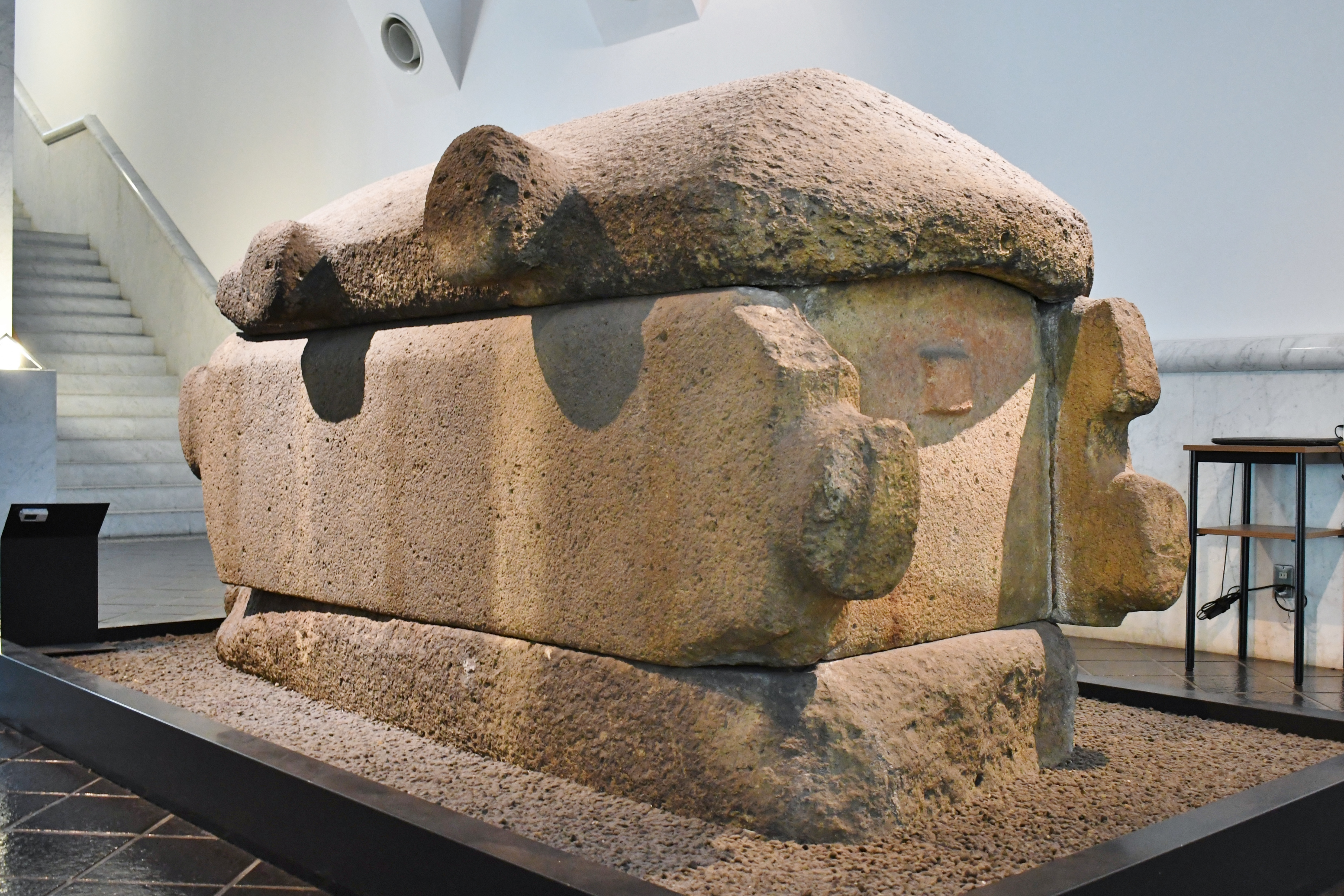
長持形石棺（国の重要文化財）京都大学総合博物館展示。

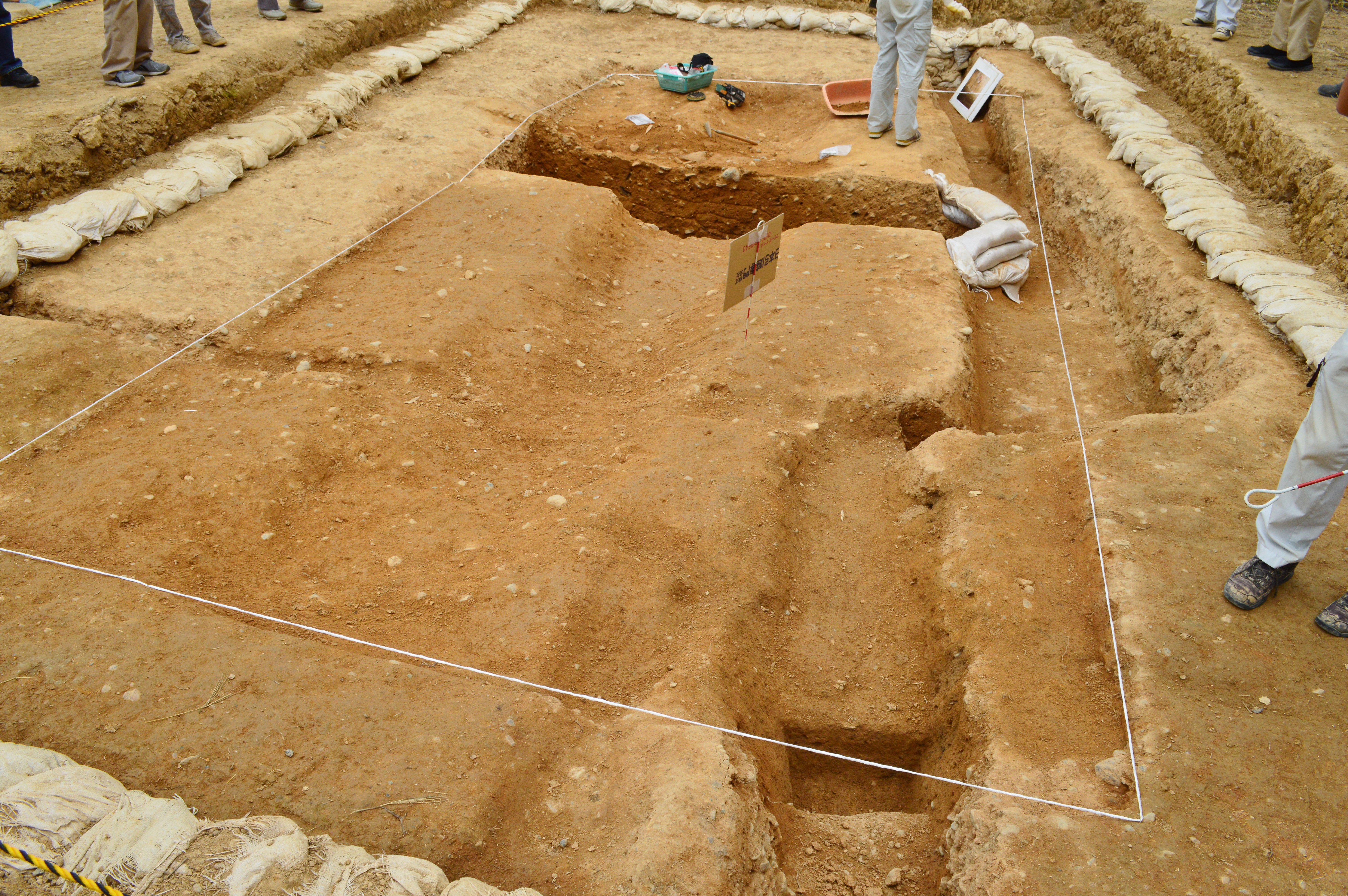
西側造出の埋納墓坑2016年度の発掘調査時。

埋葬施設としては、後円部中央において長持形石棺1基の直葬が認められている。この石棺は1894年（明治27年）の奈良鉄道線（現在のJR奈良線）の敷設工事の際に発見されたもので、石棺主軸は墳丘主軸と平行の南北方向とする。石棺の石材は凝灰岩6枚（蓋石1枚・側石2枚・小口石2枚・底石1枚）により、蓋石・側石には縄掛突起を付し、石棺の前後には割石積による小さな石室（北小石室・南小石室）も形成されている。また石棺の出土の際には、銅鏡など多数の副葬品も出土している（後述）。この長持形石棺は国の重要文化財に指定されており、実物は現在京都大学総合博物館に保存・展示されているほか、レプリカが五里ごり館（城陽市歴史民俗資料館）やふるさとミュージアム山城（京都府立山城郷土資料館）に展示されている。
他の埋葬施設として、前述のように西側くびれ部の造出においても組合式木棺1基の直葬が確認されている。木棺は幅約67センチメートルで、墓坑底に粘土を敷いた上に据えられ、棺内外から副葬品が出土している。

## 出土品

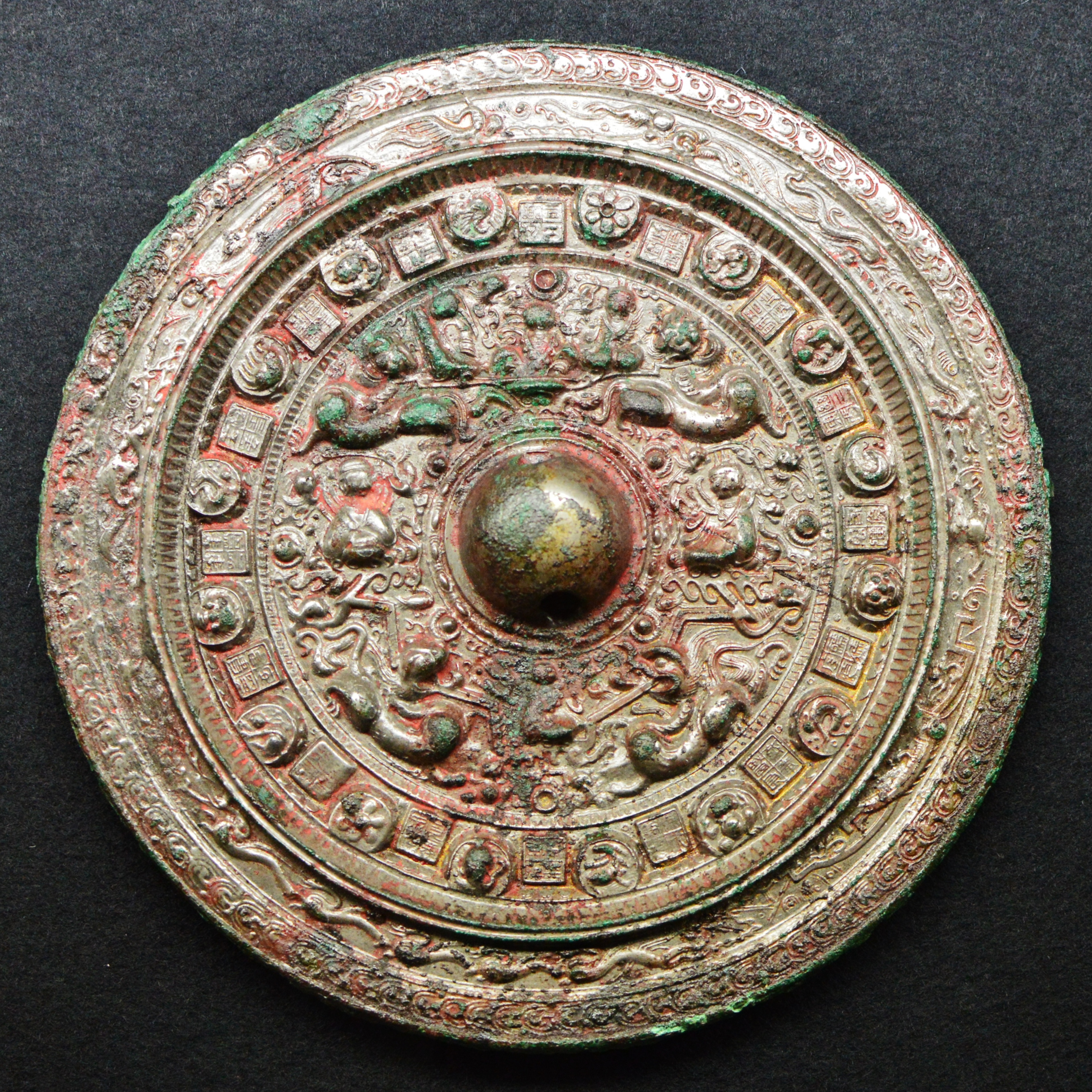
画文帯同向式神獣鏡（国の重要文化財） 泉屋博古館展示。
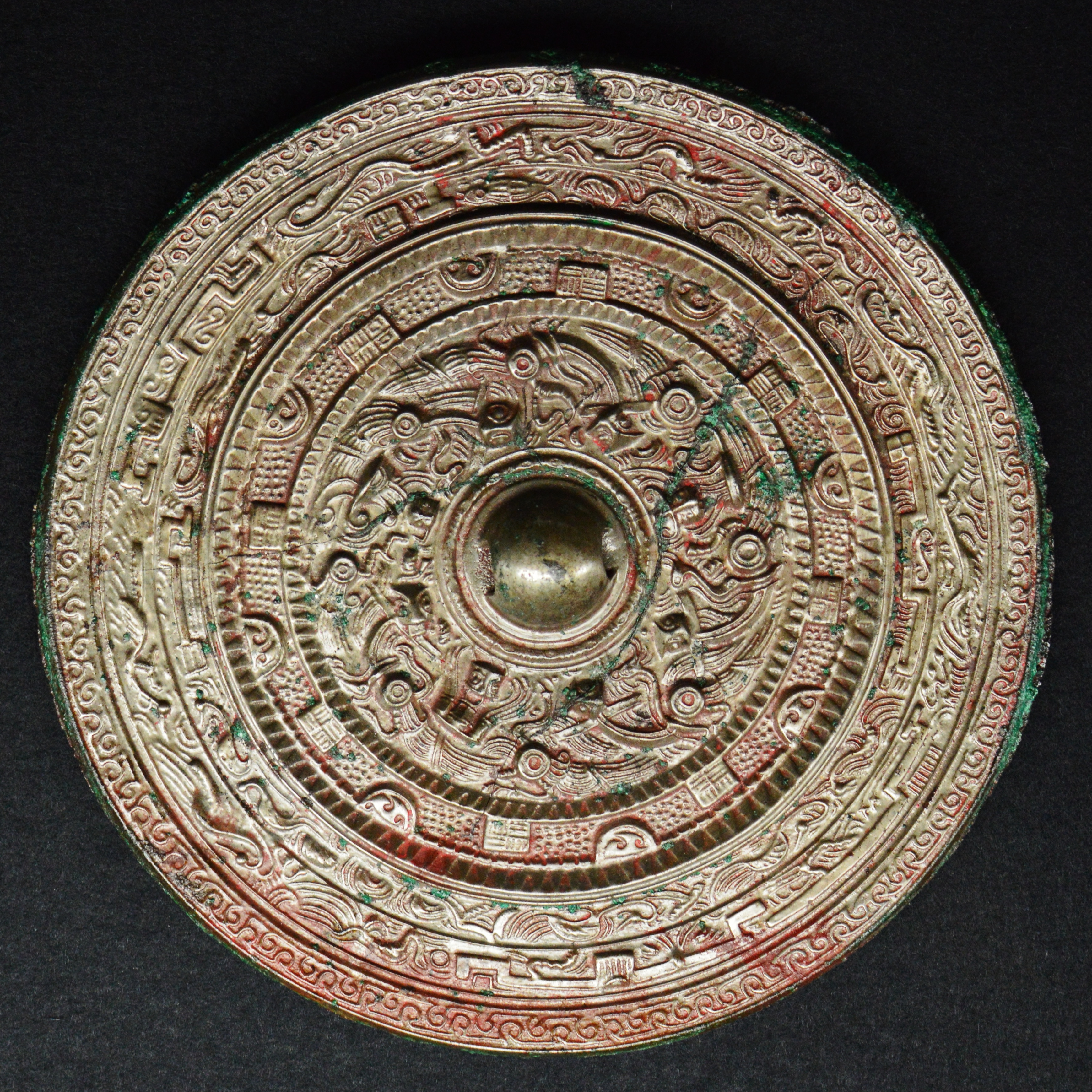
仿製画文帯環状乳神獣鏡（国の重要文化財） 泉屋博古館展示。
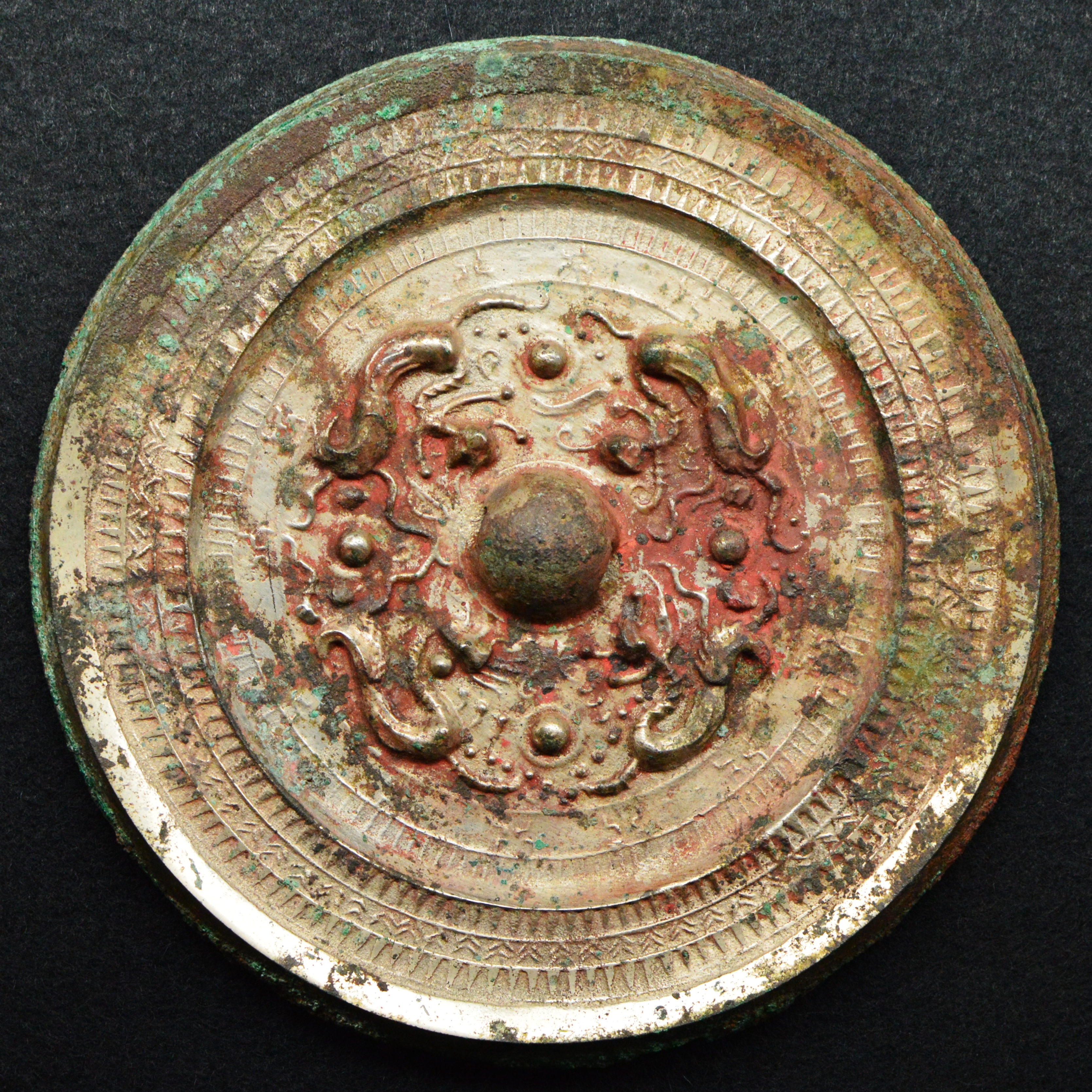
四獣形鏡（国の重要文化財） 泉屋博古館展示。
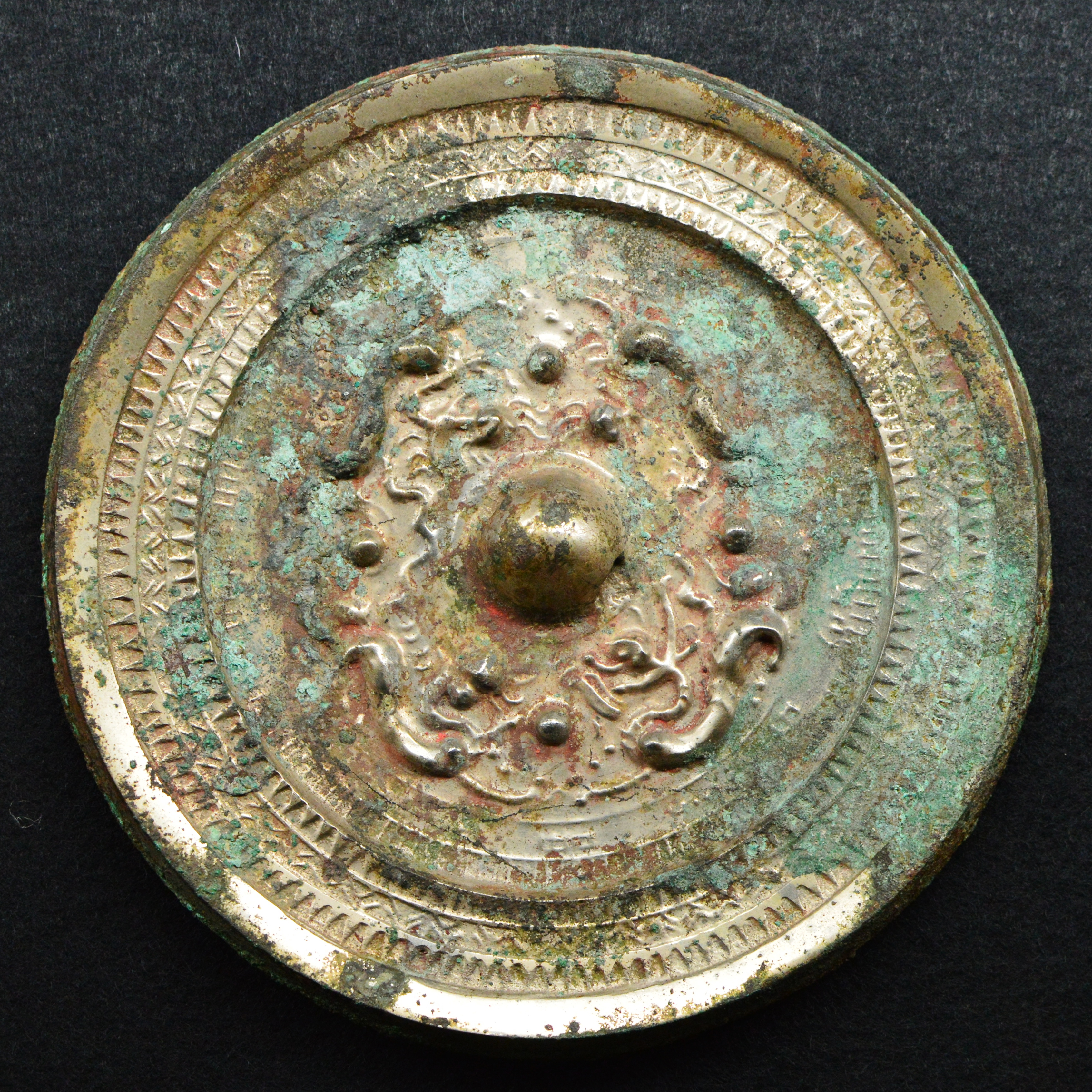
四獣形鏡（国の重要文化財） 泉屋博古館展示。
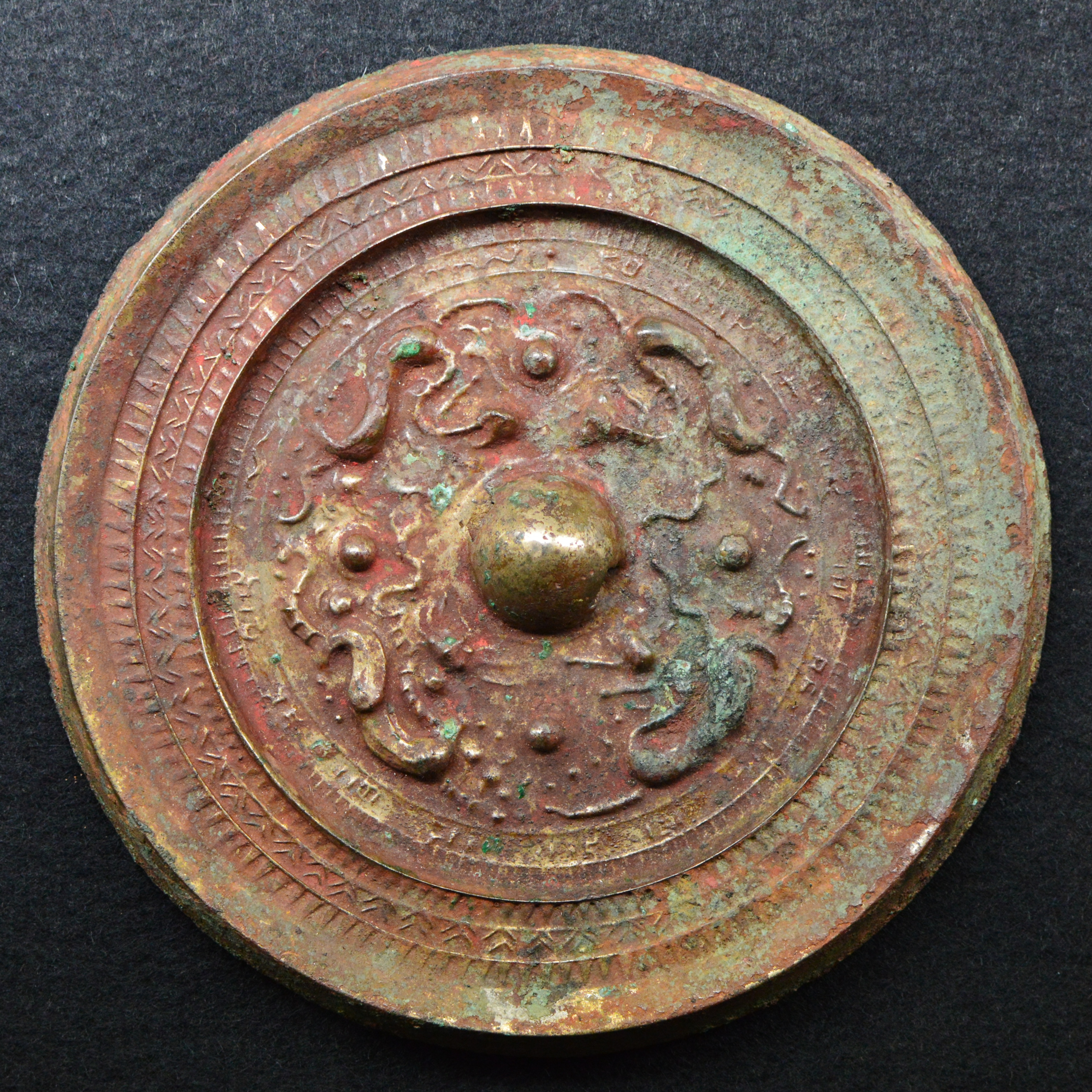
四獣形鏡（国の重要文化財） 泉屋博古館展示。
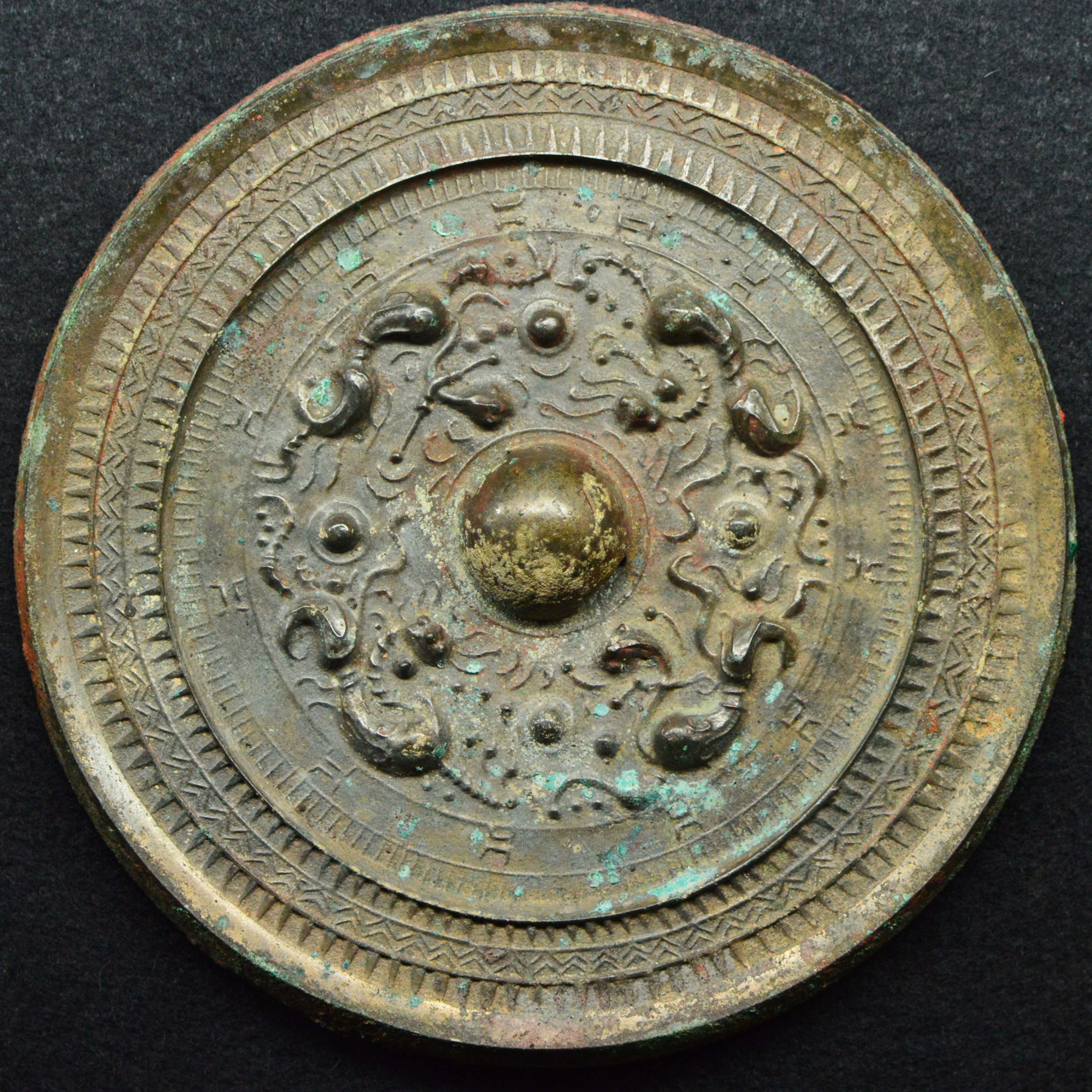
四獣形鏡（国の重要文化財） 泉屋博古館展示。
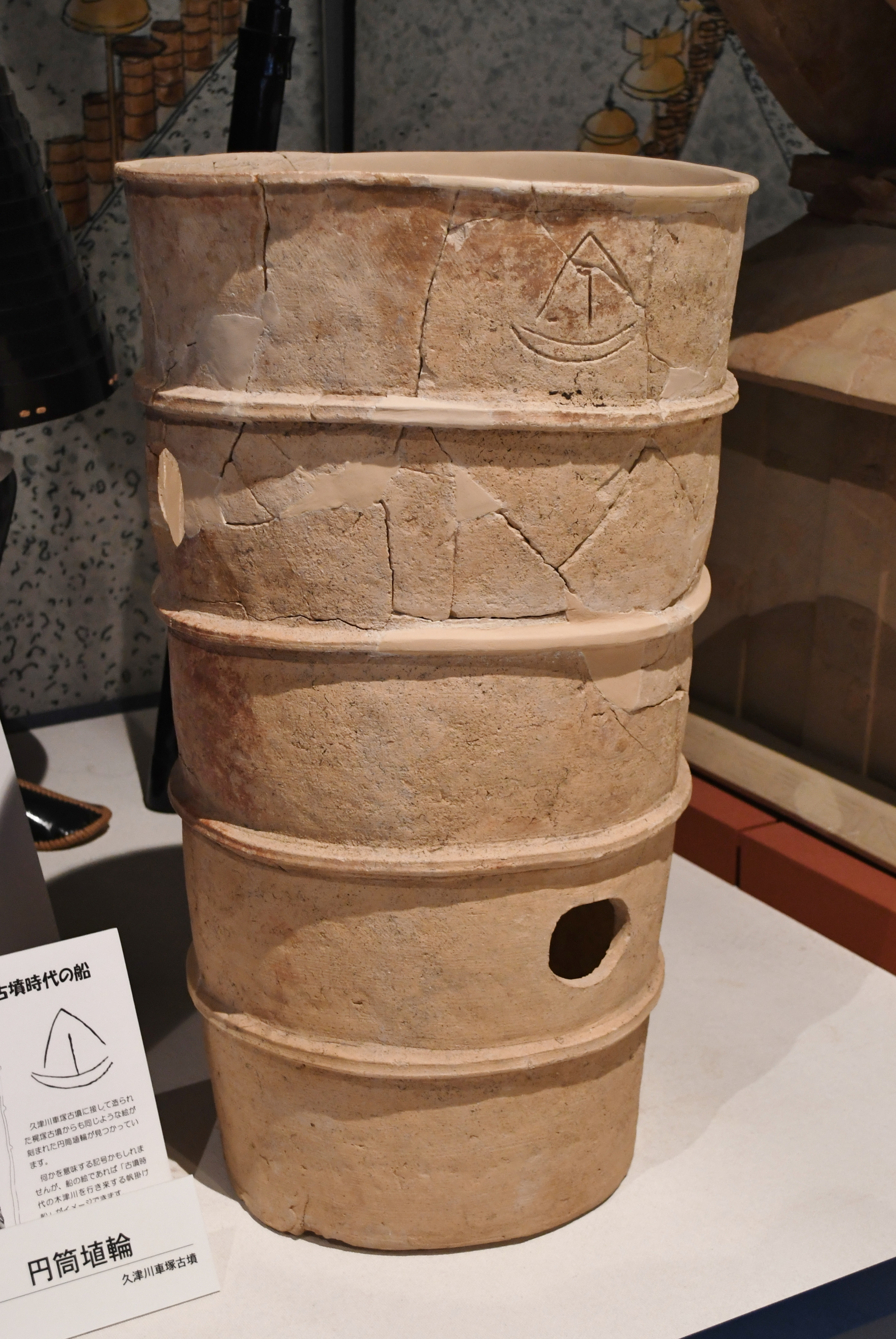
円筒埴輪 最上段に船形線刻。城陽市歴史民俗資料館（五里ごり館）展示。

長持形石棺の副葬品
- 石棺内出土[2]

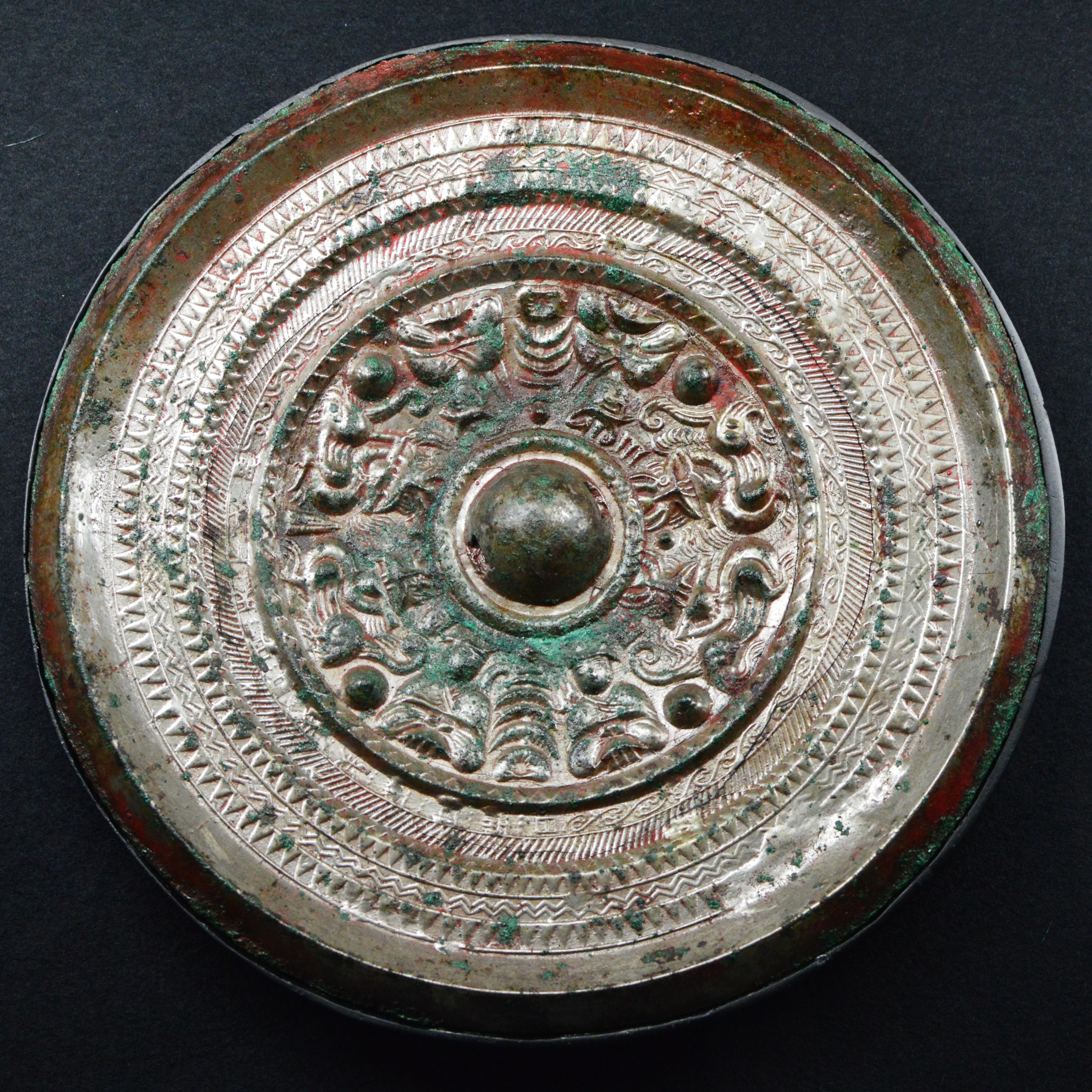
三角縁四神四獣鏡
（国の重要文化財）泉屋博古館展示。

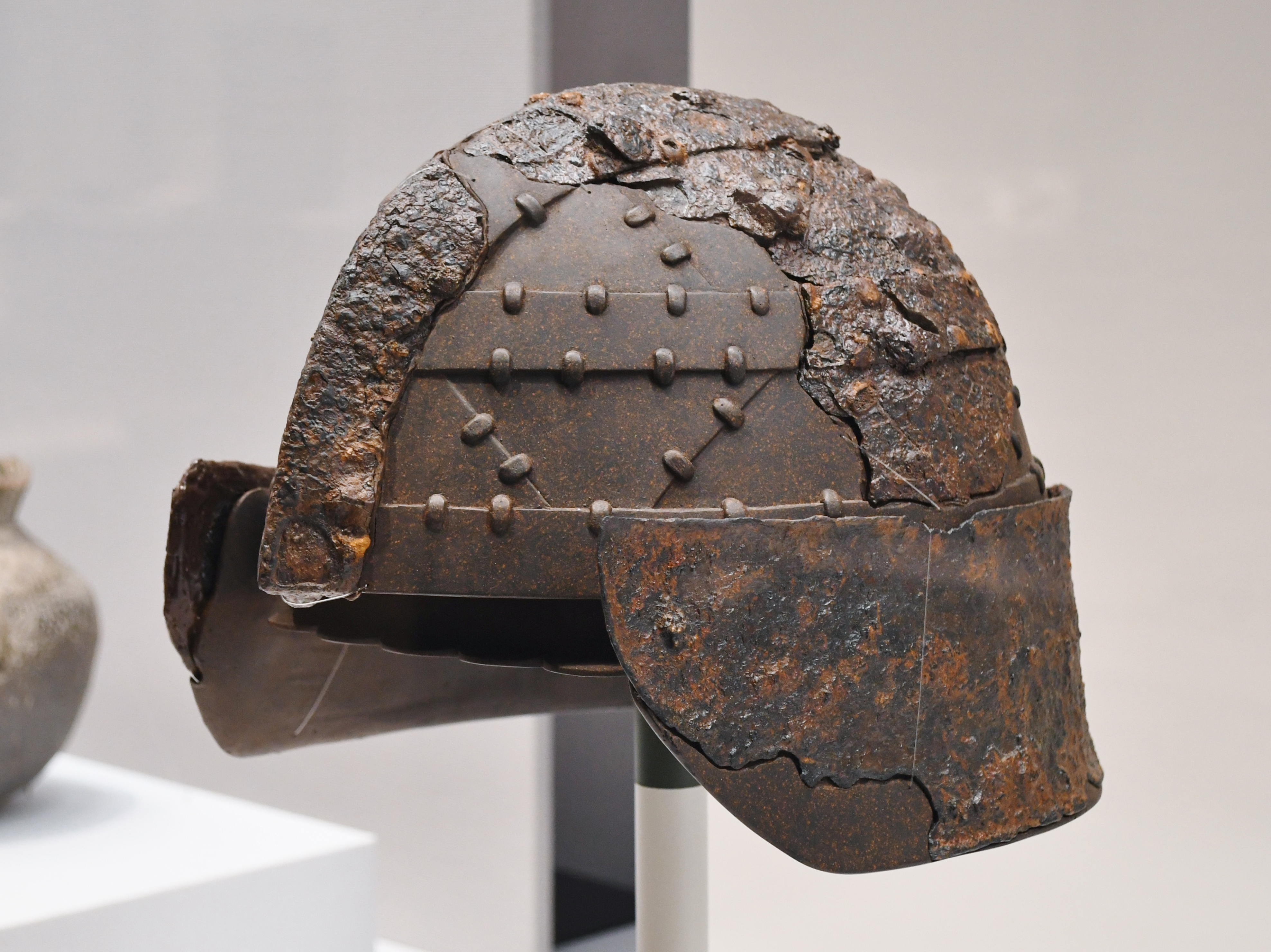
衝角付冑東京国立博物館展示。

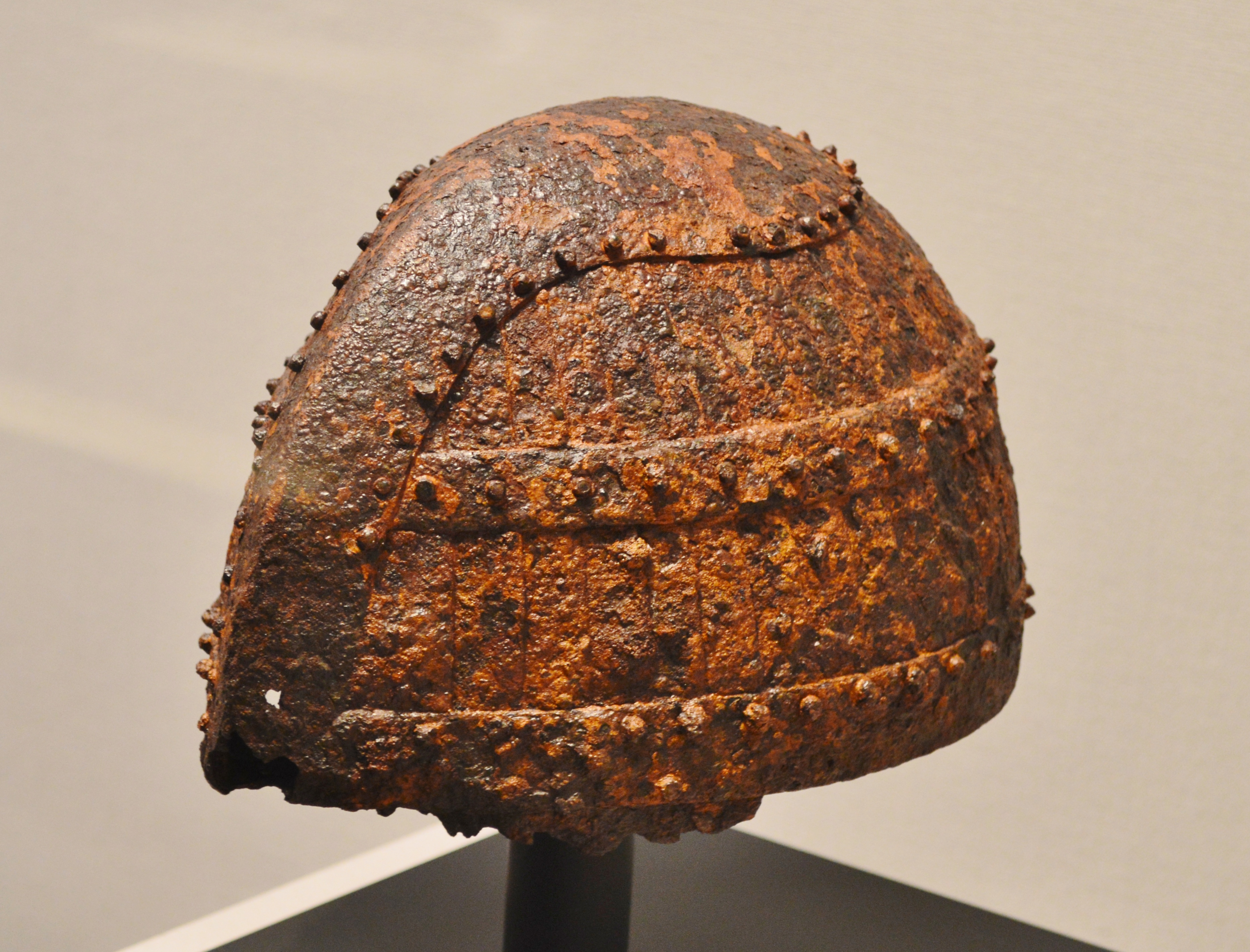
衝角付冑天理大学附属天理参考館展示。

  - 銅鏡 7面 - いずれも国の重要文化財。泉屋博古館保管[6]。
    - 画文帯神獣鏡 1面
    - 三角縁神獣鏡 1面
    - 変形画文帯神獣鏡 1面
    - 変形四獣鏡 4面

  - 硬玉勾玉
  - 碧玉勾玉
  - 滑石勾玉
  - ガラス玉
  - 滑石臼玉
  - 滑石刀子
  - 鉄刀
  - 鉄剣
- 石棺外出土[2]
  - 甲冑
  - 鉄鏃

西側造出の木棺の副葬品
- 鉄剣 2口[4]
- 鉄製品片[4]
- 勾玉 50点以上[4]
- 臼玉 6点以上[4]

埴輪
- 墳丘本体出土
  - 円筒埴輪
- 西側造出出土
  - 円筒埴輪
  - 朝顔形埴輪
  - 形象埴輪 - 家形・囲形・靫形・蓋形・水鳥形埴輪が認められる[5]。

- 画文帯同向式神獣鏡（国の重要文化財）
泉屋博古館展示。
- 仿製画文帯環状乳神獣鏡（国の重要文化財）
泉屋博古館展示。
- 四獣形鏡（国の重要文化財）
泉屋博古館展示。
- 四獣形鏡（国の重要文化財）
泉屋博古館展示。
- 四獣形鏡（国の重要文化財）
泉屋博古館展示。
- 四獣形鏡（国の重要文化財）
泉屋博古館展示。
- 円筒埴輪
最上段に船形線刻。城陽市歴史民俗資料館（五里ごり館）展示。

## 文化財

### 重要文化財（国指定）
- 山城国久世郡久津川車塚古墳出土鏡 7面（考古資料） - 内訳は以下。泉屋博古館保管。1953年（昭和28年）11月14日指定[6]。
  - 画文帯神獣鏡 1面
  - 三角縁神獣鏡 1面
  - 変形画文帯神獣鏡 1面
  - 変形四獣鏡 4面
- 長持形石棺 京都府城陽市久津川車塚古墳出土（考古資料） - 附指定は以下。京都大学保管。1991年（平成3年）6月21日指定[2]。
  - 附 玉類一括、石製刀子10箇、鉄剣1口

### 国の史跡
- 久津川車塚古墳（史跡「久津川古墳群」のうち）
1979年（昭和54年）1月19日、「久津川車塚・丸塚古墳」として国の史跡に指定[1]。
2016年（平成28年）10月3日、既指定の史跡「久津川車塚・丸塚古墳」に芭蕉塚古墳・久世小学校古墳の古墳2基を追加指定して、指定名称を「久津川古墳群」に変更[1][8][7]。

## 現地情報
所在地
- 京都府城陽市平川車塚

交通アクセス
- 鉄道
  - 近畿日本鉄道（近鉄）京都線 久津川駅（徒歩約10分）
  - 西日本旅客鉄道（JR西日本）奈良線 新田駅（徒歩約15分）
  - 西日本旅客鉄道（JR西日本）奈良線 城陽駅（徒歩約20分）

関連施設
- 城陽市歴史民俗資料館（五里ごり館）（城陽市寺田今堀） - 久津川車塚古墳の出土石棺複製・出土埴輪を保管・展示。
- 泉屋博古館（京都市左京区鹿ヶ谷） - 久津川車塚古墳の出土鏡（国の重要文化財）を保管・展示。
- 京都大学総合博物館（京都市左京区吉田本町） - 久津川車塚古墳の出土石棺（国の重要文化財）を保管・展示。
- 京都府立山城郷土資料館（ふるさとミュージアム山城）（木津川市山城町上狛千両岩） - 久津川車塚古墳の出土石棺複製を展示。

周辺
- 丸塚古墳
- 芭蕉塚古墳

## 関連文献
（記事執筆に使用していない関連文献）
- 『椿井大塚山古墳と久津川古墳群 -南山城の古墳時代とヤマト王権-』雄山閣〈季刊考古学別冊34〉、2021年。
- 『久津川車塚古墳 2023・2024年度発掘調査概報』立命館大学文学部〈立命館大学文学部考古学実習研究報告第5冊〉、2025年。 - リンクは奈良文化財研究所「全国文化財総覧」。